# مجموعه الف برکه‌های کووه‌ای۱
مجموعه الف برکه‌های کووه‌ای۱ مربوط به دوره پهلوی است و در شهرستان قشم، بخش مرکزی، روستای کووه‌ای واقع شده و این اثر در تاریخ ۲۷ مرداد ۱۳۸۲ با شمارهٔ ثبت ۹۵۵۰ به‌عنوان یکی از آثار ملی ایران به ثبت رسیده است.